# Boninne
Boninne is een deelgemeente van Namen in België, gelegen op ca. 7 km ten noordoosten van het centrum van Namen, aan de uitvalsweg richting Hannuit. Het grenst behalve aan laatstgenoemde gemeente aan Gelbressée in het noordoosten, aan Marche-les-Dames in het oosten, aan Beez in het zuiden, Bouge in het zuidwesten en Champion in het westen. Boninne is – anders dan de meeste andere deelgemeenten van Namen – duidelijk ruraal gebleven; naast de gewone bebouwing telt de plaats enkele grote boerderijen.

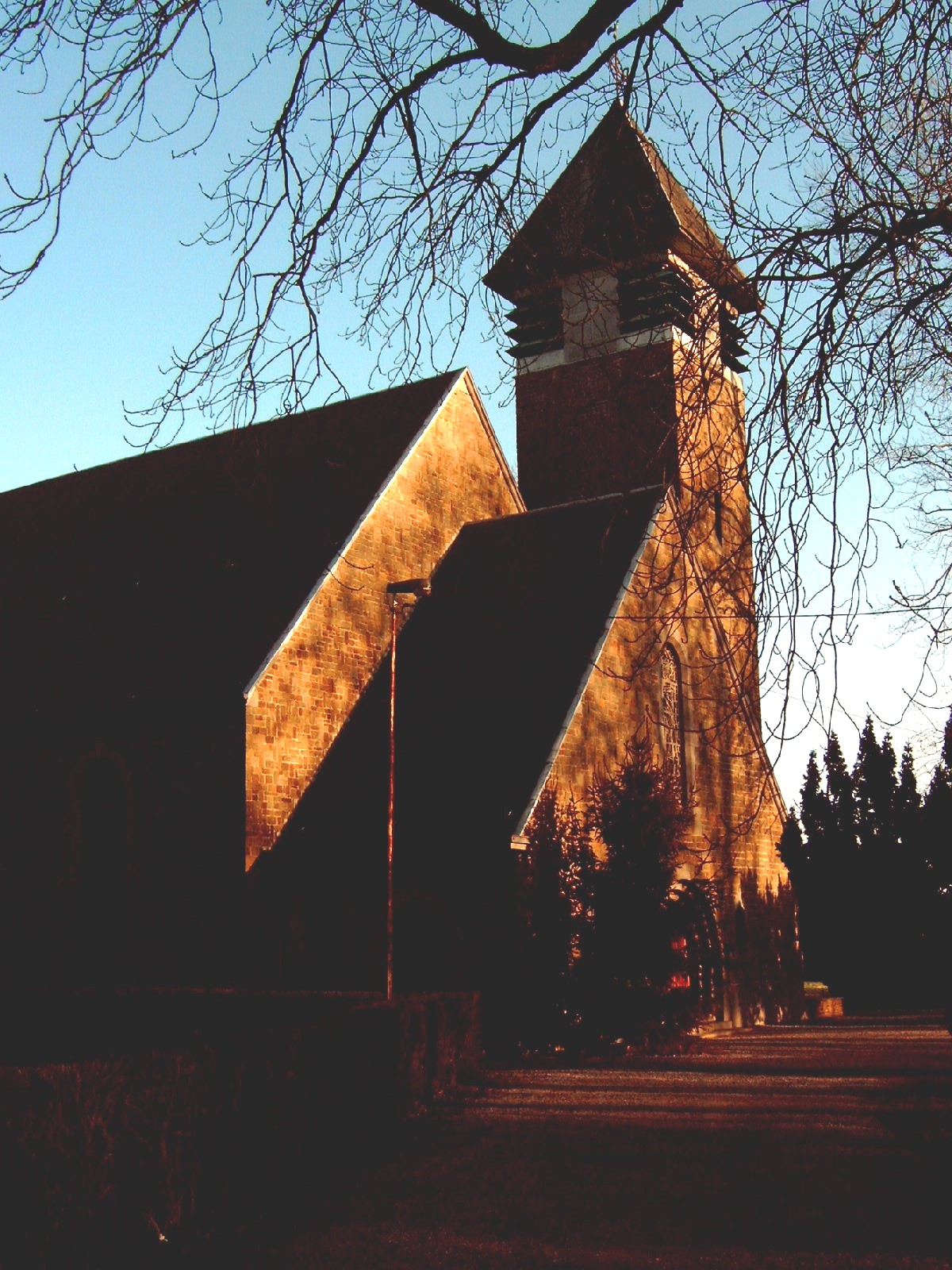
De kerk van Saint-Lambert

## Geschiedenis
Al in 1245 werd er in Boninne een godshuis gesticht, in 1760 werd er een nieuwe kerk gebouwd op de plaats van het huidige kerkhof. Die werd afgebroken en vervangen door een nieuwe in 1853. Deze kerk leed enorme schade in de twee wereldoorlogen en werd eerst in 1923 en vervolgens nogmaals in 1953 herbouwd in neo-Romaanse stijl: de kerk van Saint-Lambert.
Op het grondgebied van Boninne bevindt zich een 18e-eeuws kasteel dat eigendom was van de geadelde familie Barbaix en die vanaf 1885 zich naar de heerlijkheid ging noemen.

## Demografische ontwikkeling
- Bronnen:NIS, Opm:1831 tot en met 1970=volkstellingen, 1976= inwonersaantal op 31 december